# بیل گاردنر (بازیکن فوتبال)
بیل گاردنر (انگلیسی: Bill Gardner; ۷ ژوئن ۱۸۹۳ – ۱۹۷۳ (۷۹−۸۰ سال)) بازیکن فوتبال اهل بریتانیا بود.
از باشگاه‌هایی که در آن بازی کرده‌است می‌توان به باشگاه فوتبال دربی کانتی، باشگاه فوتبال یورک سیتی، باشگاه فوتبال کویینز پارک رنجرز، باشگاه فوتبال دارلینگتون، باشگاه فوتبال کرو آلکساندرا، باشگاه فوتبال تورکی یونایتد، باشگاه فوتبال اشینگتون، باشگاه فوتبال روچدیل، باشگاه فوتبال گریمزبی تاون، و باشگاه فوتبال بیشاپ اوکلند اشاره کرد.
وی همچنین در تیم ملی فوتبال England Amateurs بازی کرده‌است.